# Hywel ap Rhodri
Hywel ap Rhodri was koning van Gwynedd, het middeleeuwse Wales van ca.816 tot 825 en zou de zoon van Rhodri Molwynog ap Idwal zijn, dat maakte hem de broer van zijn voorganger Cynan ap Rhodri, dit wordt tegengesproken door de Genealogies from Jesus College MS 20 en de Harleian genealogies. Meer waarschijnlijk was hij de zoon van Caradog ap Meirion. Hij was de laatste telg van de Cunedda dynastie.

## Context
Tussen 812 en 816 woedde een verwoestende oorlog tussen Cynan en Hywel, die uiteindelijk eindigde met de nederlaag en verbanning van Cynan en de verovering van de troon door Hywel. Koning Coenwulf van Mercia profiteerde van de situatie en viel Gwynedd binnen in 817. Hywel regeerde voornamelijk over het eiland Anglesey. Tot zijn dood in 825 werd hij geconfronteerd met invallen vanuit Mercia. Hij werd opgevolgd door Merfyn Frych.